# Степанюк Катерина Миколаївна
Катерина Миколаївна Степанюк (нар. 1 квітня 1952, село Завидовичі Городоцького району Львівської області) — українська радянська діячка, завідувач молочнотоварної ферми колгоспу імені Леніна Городоцького району Львівської області. Депутат Верховної Ради СРСР 10—11-го скликань.

## Біографія
Народилася в багатодітній селянській родині Миколи Гавриляка. Закінчила восьмирічну школу села Завидовичі Городоцького району Львівської області.
Трудову діяльність розпочала дояркою ферми колгоспу імені Леніна села Завидовичі Городоцького району Львівської області. Закінчила Черницьку однорічну школу ветеринарних фельдшерів Львівської області.
З 1970 по 1974 рік — ветеринарний фельдшер колгоспу імені Леніна села Завидовичі Городоцького району Львівської області.
З 1974 року — завідувач тваринницької (молочнотоварної) ферми-комплексу колгоспу імені Леніна села Завидовичі Городоцького району Львівської області.
Освіта середня спеціальна. Без відриву від виробництва закінчила зоотехнічне відділення Золочівського сільськогосподарського технікуму Львівської області.
Потім — на пенсії в селі Завидовичі Городоцького району Львівської області.

## Нагороди
- орден «Знак Пошани»